# Датчик механічного зусилля

Датчики механічних зусиль — датчики, що містять пружний елемент і перетворювач переміщення, тензометричні, п'єзоелектричні або інші (див. мал.).
Принцип роботи цих датчиків зрозумілий з малюнка. Зазначимо, що датчик із пружним елементом може працювати з вторинним приладом — компенсатором змінного струму, тензометричний датчик — з мостом змінного струму, п'єзоелектричний — з мостом постійного струму.
Застосовуються для непрямого вимірювання сили, тиску, ваги, механічних напружень та ін.